# Nikephoros Kallistu Xanthopulos
Nikephoros Kallistu Xanthopulos (Νικηφόρος Καλλίστου Ξανθόπουλος, * etwa 1268/1274; † nach 1328) war der letzte große griechische Kirchenhistoriker.
Nikephoros war Kleriker und in seinen letzten Lebensjahren Mönch. Er gilt als einer der bedeutendsten kirchlichen Autoren des späten Byzanz, wenngleich nur wenig über sein Leben bekannt ist.
Sein Hauptwerk ist eine griechisch verfasste Kirchengeschichte in 18 Büchern (Historia Ecclesiastica), die heute nur in einer Handschrift erhalten ist. Sie ist sein bedeutendstes Werk und deckt die Zeit bis 610 ab, wobei der Autor sich für die ersten vier Jahrhunderte vor allem auf die spätantiken Kirchenhistoriker Eusebios von Kaisareia, Sokrates Scholastikos, Sozomenos, Theodoretos und Euagrios Scholastikos stützte. Für die letzten beiden Jahrhunderte liefert Nikephoros wertvolles Material, da er in Konstantinopel Zugang zu heute verlorenen Dokumenten hatte und für manche Ereignisse seine Kirchengeschichte die einzige erhaltene Quelle ist. Es existiert ein Inhaltsverzeichnis für weitere 5 Bücher, welche die Zeit bis 911 abdecken würden. Ob diese verloren sind oder nie geschrieben wurden, ist unklar. Es existiert außerdem eine Handschrift aus Nikephoros’ eigener Hand, die Exzerpte von Kirchengeschichten und Dokumenten enthält, die er für seine Kirchengeschichte zusammengestellt hatte.
Seinen zweiten Namen „des Kallistos“ führte Nikephoros wohl in Anlehnung an Eusebios, der sich nach seinem Lehrer Pamphilos auch „Eusebios des Pamphilos“ genannt hatte. Die Identität dieses Kallistos ist allerdings unbekannt. Die 18 in der Handschrift erhaltenen Bücher der Kirchengeschichte tragen die Akrostichis ΝΙΚΗΦΟΡΟΥ ΚΑΛΛΙΣΤΟΥ, also „von Nikephoros des Kallistos“.
Außerdem verfasste Nikephoros in Gedichtform eine Synopse von Teilen der Bibel, eine Darstellung der jüdischen Geschichte und des Falls von Jerusalem nach Flavius Josephus, Listen der byzantinischen Kaiser und der Patriarchen von Konstantinopel, ferner liturgische Schriften und hagiographische Werke.

## Ausgaben
- Albrecht Berger (Hrsg.): Nicephori Callisti Xanthopuli Historia Ecclesiastica. Band 1. Verlag der Österreichischen Akademie der Wissenschaften, Wien 2022. (aktuelle Edition der Kirchengeschichte, noch nicht abgeschlossen)
- Albrecht Berger (Hrsg.): Nikephoros Xanthopulos: Das Gedicht auf die jüdische Geschichte. Utzverlag München 2022, ISBN 978-3-8316-4973-0.
- Nicephori Callisti Xanthopuli ecclesiasticae historiae libri XVIII. In: Migne: Patrologia Graeca. 145–147. Paris 1865 (Digitalisat). Neudruck Brepols, Turnhout ca. 1967.